# Eunidia paramarmorata
Eunidia paramarmorata là một loài bọ cánh cứng trong họ Cerambycidae.